# ジェームズ・デーヴィス (ラグビー選手)
ジェームズ・デーヴィス（James Davies、1990年10月25日 - ）は、ウェールズの元ラグビーユニオン選手。

## プロフィール
- ウェールズ・カーマーゼン出身。
- 現役時代のポジションはフランカー(FL)。
- 身長 186cm、体重 135kg
- 兄のジョナサンもラグビー選手[1]。
- ウェールズ代表通算キャップ数は11でワールドカップ2019のウェールズ代表に選ばれた。
- 7人制ウェールズ代表に選ばれたことがある[2]。

## 略歴
カーマーゼンクインズを経て、2013年、スカーレッツに加入。 
2016年、リオ五輪の7人制イギリス代表に選ばれ銀メダル獲得。
2022年、現役を引退した。 